# ファルスター島
座標: 北緯54度48分0秒 東経11度58分0秒 / 北緯54.80000度 東経11.96667度

ファルスター島

ファルスター島(Falster [ˈfælˀstɐ])はデンマークの島。バルト海の西端、シェラン島の南にある。面積は514km2、2005年時点の人口は43,537名、主要な町はニュクービン・ファルスタ。シェラン島とはファローブローン橋で結ばれている。ロラン島との間のグルドボースンド海峡をまたいでフレゼリク9世橋が架けられており、これは鉄道と道路の複合橋であり、可動橋（跳開橋）となっている。
西部のグルドボースンド海峡一帯は1977年にラムサール条約登録地となった。